# RP-1
 Denne artikel bør gennemlæses af en person med fagkendskab for at sikre den faglige korrekthed.

RP-1 (alternativt Rocket Propellant-1 eller Refined Petroleum-1) er en meget raffineret form for petroleum, der udadtil ligner jetbrændstof, brugt som raketbrændstof. RP-1 giver en lavere specifik impuls end flydende brint (LH2), men er billigere, er stabil ved stuetemperatur og giver en lavere eksplosionsfare. RP-1 er langt tættere end LH2, hvilket giver den en højere energitæthed (selvom dens specifikke energi er lavere). RP-1 har også en brøkdel af toksiciteten og kræftfremkaldende farer ved hydrazin, et andet flydende brændstof ved stuetemperatur.